# 傅巖 (弘治舉人)
傅巖（？年—？年），山西大同縣（今大同市云州区）人。明朝政治人物。

## 生平
弘治十四年（1501年）辛酉科山西鄉試舉人，為《春秋》經魁。初為故城縣訓導。官至陝西醴泉縣知縣。

## 紀念
大同縣有「麟經坊」為紀念傅巖得中經魁所立。